# Cottévrard
Cottévrard é uma comuna francesa na região administrativa da Normandia, no departamento de Sena Marítimo. Estende-se por uma área de 7,96 km². Em 2010 a comuna tinha 477 habitantes (densidade: 59,9 hab./km²).